# Reproducción asistida en el judaísmo
Reproducción asistida en el judaísmo se refiere a la posición oficial del judaísmo con respecto a las técnicas de tratamiento de la esterilidad o infertilidad que conllevan una manipulación artificial de gametos, como la inseminación artificial, fecundación in vitro y transferencia de embriones.
La reproducción asistida está aceptada en el judaísmo.
La recopilación de las principales leyes judías aparecen en la Halajá.
Las normas halájicas no son promulgadas por una autoridad central dado que en el judaísmo no existe una estructura jerárquica entre las autoridades rabínicas y los tribunales religiosos.
Debido a eso no siempre existe un consenso absoluto entre las autoridades rabínicas en cuanto a las normas que regulan la reproducción asistida.
Las discusiones entre las autoridades rabínicas giran en torno a si es aceptable o no la utilización de terceros en la donación de esperma.
Tanto el judaísmo conservador como el judaísmo reformista aceptan el uso de esperma de donante anónimo pero en el judaísmo ortodoxo la mayoría de las autoridades rabínicas lo rechazan. Sólo algunos lo aceptan y en algunos casos.

## Introducción
El judaísmo ve en los avances científicos una forma de cumplimentar la creación Divina observando la naturaleza y tratando de sortear los escollos que plantea.

El hombre es el socio de Dios en la creación y es su deber realizar el mejoramiento del mundo y todo lo que pueda hacer para mejorar la naturaleza.
El judaísmo nunca cuestionó la tecnología ni la intervención del ser humano en los procesos naturales. La fecundación in vitro está autorizada bajo las mismas premisas exigidas para la inseminación artificial porque a través de estos métodos se concreta el primer mandamiento de la Torá que es «crecer y reproducirse».
La procreación es un valor muy importante en la tradición judía.
Sin embargo, sobre el tema de la reproducción asistida  no existe un consenso total en todos los puntos.

## Extracción del esperma
El primer punto de controversia se relaciona con la extracción del esperma, ya que su derramamiento se considera en el judaísmo una afrenta. En el judaísmo existe una prohibición llamada «hashchatat zera», que significa destruir la semilla masculina y la obtención del semen con otro fin que no sea la reproducción. 
Pero, en el caso de la IA y la FIV, la producción de semen mediante la masturbación del marido tiene el propósito específico de procrear. Cuando se debe obtener semen para un diagnóstico de infertilidad, existen autoridades rabínicas que consideran que, si es con propósito de estudio, no constituye destrucción dado que la intención final es la inseminación o la fecundación in vitro y el objetivo el embarazo.
Incluso algunos rabinos ortodoxos están de acuerdo en permitir que un hombre a masturbarse para producir semen para la inseminación artificial de su esposa.
En este caso, al esperma sobrante, se lo considera una consecuencia natural como en una relación matrimonial común, ya que, al igual que en esta, se trata de un intento de procreación. Por lo tanto, para la gran mayoría de los rabinos la IA no es objetable.  Algunos rabinos, para asegurar que la simiente no sea derramada en vano,  sugieren recolectar el semen del marido después de la relación sexual con su esposa mediante el uso de un preservativo.
Asimismo, prácticas como la extracción de semen testicular y la aspiración microquirúrgica de espermatozoides del epidídimo (TESE y MESA, por sus siglas en inglés) son muy controvertidas porque el Talmud prohíbe cortar “los conductos del esperma”. No obstante, actualmente se hacen excepciones porque el primer mandamiento “ser fructíferos y multiplicarse” tiene prioridad sobre el Talmud.

## Criopreservación de esperma
El segundo punto de controversia se refiere a la criopreservación de esperma.
Para la Halajá, la ley judía, el uso de esperma congelado está aceptado dentro de los límites del matrimonio o en una pareja que va a casarse. No se autoriza el uso de esperma de un marido muerto sin el consentimiento expreso de este. No se acepta el uso de esperma de un paciente con muerte cerebral porque no puede otorgar su consentimiento.

## Origen del esperma
El tercer punto de controversia se refiere al tema de donde proviene el esperma.
Las resoluciones rabínicas suelen distinguir entre la inseminación artificial y la fecundación invitro que utiliza el semen del esposo (IA) y (FIVD) y la inseminación artificial con semen de donante (IAD) y (FIVD).
La mayoría de las autoridades religiosas contemporáneas se inclinan por autorizar la IA y la FIV siempre y cuando se realice con el semen del propio marido.
A diferencia del cristianismo, la oposición a la donación anónima de esperma anónimo no se basa en conceptos relacionados con la antinaturalidad de los métodos de procreación, ya que la mayoría de estos métodos están aceptados, sino que la oposición pasa por otro lado. Según algunas autoridades rabínicas la utilización de semen de un tercero acarrea problemas de filiación e identidad Halájica. Por eso coinciden en prohibir la inseminación artificial con el semen de otro varón que no sea el propio marido.
Algunos religiosos piensan que la donación anónima de esperma puede ser adulterio dado que en la Torá, (Levítico 18,20,) dice: «Y con la mujer de tu compañero no te acuestes para procrear, para impurificarte por ella». La prohibición bíblica se refiere a relaciones sexuales entre una mujer casada y un varón que no es su marido.
Pero otras autoridades rabínicas no ven este hecho como un acto de infidelidad porque la Torá dice «no te acuestes» y en la inseminación no hay relación sexual.
El adulterio viola la confianza entre marido y mujer que debe ser la base de su relación cuando la mujer ha engañado a su marido (la prohibición bíblica no incluye relaciones sexuales entre un varón casado y una mujer soltera que no sea su esposa), pero en la inseminación artificial con un donante, el marido no sólo sabe acerca de la inseminación sino que la quiere para que él y su esposa puedan tener hijos. En este caso no habría engaño ni violación de confianza. Algunos rabinos ven en esto sólo un intento desesperado por tener hijos en un contexto de apertura y confianza mutua.
Algunos rabinos ortodoxos consideran que si no hubo relación sexual no hubo adulterio.
Por ejemplo, el rabino Moshe Feinstein (1895-1986), perteneciente al judaísmo ortodoxo, una autoridad en la ley judía ortodoxa que escribió varios libros sobre temas halájicos y fue un famoso árbitro y juez en esos temas, permitía la utilización de esperma de donante anónimo.
Algunos recomiendan que, pese a la complicación que presenta la inseminación artificial cuando el donante no es el marido (que es lo óptimo y esperable para la Halajá), la donación anónima de esperma sea usada sólo después de que la pareja intente tener hijos durante un período de dos a cinco años por lo menos, incluso mediante otras técnicas de reproducción asistida.

## Filiación judaica
El cuarto tema de debate se refiere a si el niño nacido mediante una donación anónima es o no considerado judío.
En esto todos concuerdan: que el donante sea judío o no judío no tiene importancia porque la identidad judía del hijo se transmite a través de la madre. Es lo que se llama la ley del vientre. Incluso algunos rabinos permiten la IAD y la FIVD sólo si el donante es un no judío para evitar riesgos de incesto entre medio-hermanos, ya que el linaje judío se transmite solamente a través de la madre judía.

## Linaje e incesto
El quinto tema de controversia se refiere justamente a la posibilidad de incesto entre hijos nacidos mediante IAD o FIVD de donantes anónimos. Algunos rabinos sostienen que no está permitido el uso de esperma de donante anónimo justamente por el riesgo del incesto.
Sin embargo, muchas autoridades no se preocupan por el incesto potencial debido a la lejanía de esta posibilidad y la perspectiva de la utilización de esperma de varones no judíos.
El judaísmo reconoce el linaje materno, la ley del vientre, justamente porque sólo la madre es segura. Para algunas autoridades rabínicas, si el donante no es judío, la relación sexual entre su vástago/a nacido/a por su donación y su hijo/a nacido/a de su matrimonio no constituye una violación de la ley judía que prohíbe el incesto entre hermanos - (aún incluso si la madre de sus hijos matrimoniales es judía y sus hijos son judíos) - , porque el judaísmo no reconoce el linaje a través de un padre que no es judío. En este caso los hijos de la donación sólo son reconocidos por la línea materna, y los hijos de su matrimonio también, por lo que entre ellos no habría, técnicamente para la ley judía, incesto. Incluso algunos rabinos han llegado a sugerir que es preferible utilizar esperma de un donante no judío para evitar estas complicaciones.
Pero si el donante no es anónimo, los hijos y vástagos no tienen permitido casarse entre sí.
Algunos rabinos sostienen que la posibilidad de que se produzca incesto entre medio-hermanos biológicos es muy remota y que esto se puede solucionar de varias maneras posible: o utilizando exclusivamente esperma de un donante no anónimo o utilizando exclusivamente esperma de un donante no judío o, en el caso de saber que ambos individuos que van a contraer matrimonio son producto de una donación de esperma, averiguar antes de la boda el origen genético de ambos.

## Identidad del padre
El sexto tema se refiere a la identidad sobre quien es el «verdadero padre».  En eso están todos de acuerdo con que el judaísmo no interfiere en las leyes de los respectivos países donde se realice la inseminación.
Sin embargo, algunos rabinos que se han pronunciado sobre estas cuestiones hasta el momento han sostenido que a los efectos del mandamiento de «creced y multiplicaos», el padre es el varón que proporciona el semen.
Mientras que otros sostienen que para la Halajá el donante de material genético no es considerado el padre de un niño nacido por inseminación sino el esposo.
Para otros, aunque ambos puedan ser considerados «padres», la ley judía privilegia a quienes se hacen cargo de sus responsabilidades y eso es suficiente como para pensar que el que merece el título de «verdadero padre» es el padre que educa y cría al niño y no el donante que solamente eyaculó.

## Herencia y descendencia
El séptimo tema de controversia se refiere a que ocurriría si el donante es un kohen, levi, o un yisrael. En ese caso el vástago hereda el estatus del donante. Si el donante es anónimo el vástgo es tratado como un yisrael. En cuanto a la herencia de riquezas materiales, eso lo define la ley de cada país, no la ley religiosa, y en todos los países el niño hereda al padre que lo reconoció y le dio el apellido.

## Madres solteras
En cuanto a la autorización a las mujeres solteras o viudas de realizarse una inseminación artificial o una fecundación in vitro con donación de esperma, la ley judía no lo contempla, depende de cada autoridad rabínica y es a pensar caso por caso.  Algunos rabinos lo avalan y otros no, pero no debido a las leyes halájicas sino a otros argumentos éticos que no tienen relación con la ley judía.
Algunos objetan que la madre podría ser acusada de promiscua aun cuando fuera casta, o podría causar un escándalo y esto traería problemas sociales al niño. La respuesta de otros rabinos a este argumento es que si la mujer anuncia que el embarazo fue producto de una inseminación no puede ser acusada de promiscua y que no será escandaloso con el correr del tiempo cuando la gente se habitúe a la reproducción asistida y haya más niños nacidos por estos medios.
Algunos rabinos sostienen que el niño necesita ambos, padre y madre, para crecer en un medio psicológicamente sano.
La respuesta a esto es que los niños que han sido traumatizados por la ausencia del padre varón fueron niños estudiados en casos de divorcio o muerte del padre y que este trauma no aparece en los hijos de madre soltera o viuda. Ningún estudio sostiene que la felicidad del niño dependa de tener un padre y una madre y no de otros temas (edad de los padres,  como se llevan, estatus, economía, educación, vivir con los abuelos, etc).
El otro argumento que les preocupa a los rabinos es que si aceptan madres solteras por inseminación artificial están aceptando que ser madre soltera es respetable y eso debilitaría la institución matrimonial. Es por eso que algunos rabinos proponen como posibilidad aceptar la inseminación artificial con donante sólo en los casos de las mujeres mayores de 30 años, que son las que pueden tener temor de no llegar a casarse antes de perder la posibilidad de quedar embarazadas, mientras que las jóvenes deberían preocuparse por tener hijos por la vía matrimonial.

## Estatuto del embrión
Para las autoridades rabínicas el huevo cigoto fertilizado fuera del útero materno no tiene un estatuto humano y puede ser desechado.
El judaísmo permite el aborto cuando la vida de una mujer está en peligro y algunas autoridades permiten el aborto en otros casos graves, por eso uno de los temas a tratar en la FIV es que pasa cuando se implantan demasiados cigotos y los médicos recomiendan un aborto selectivo.
El rabino Elliot N. Dorff (Rector y profesor de Filosofía en la Universidad Americana Judía en California) ha sugerido limitar la transferencia a dos o tres cigotos nada más para evitar la necesidad potencial de aborto selectivo cuando varios cigotos se implantan para aumentar las posibilidades de que uno de ellos adhieran a la pared uterina. Limitar la transferencia a dos o tres cigotos es algo que ya se hace en la mayoría de los países para evitar el riesgo de nacimientos múltiples de más de tres niños.

## Maternidad subrogada
Las autoridades rabínicas que rechazan la maternidad subrogada en general lo hacen basados en que a la madre sustituta se le paga para incubar y dar a luz a un bebé de otra pareja, y muchos rabinos están perturbados por la «mercantilización» del cuerpo de la mujer y el proceso reproductivo. Algunos, incluso, concuerdan con algunas posturas feministas que consideran una forma moderna de esclavitud usar el vientre de una mujer para concebir el hijo de otra.
Otros están preocupados por el efecto que podría tener en el matrimonio de la pareja intenta concebir y quedan dudas para estas autoridades, como por ejemplo qué mujer es considerada la madre del niño.
En Israel la maternidad subrogada está legalizada, a través de la Ley 5756-1996 de Acuerdos de Portación de Embriones (Acuerdo de Aprobación y Estatus del Recién Nacido).

## Diagnóstico preimplantacional
El DGP (Diagnóstico Genético Preimplantacional) y el CGP (Cribado Genético Preimplantacional) también están permitidos porque entienden que el alma no ingresa en el cuerpo hasta que el embrión tiene 40 días de edad. Asimismo, prácticas como la reducción selectiva de embriones y la investigación con embriones para promover la vida también son aceptables porque aumentan la probabilidad de éxito del procedimiento y cuidan la salud tanto de la madre como del futuro bebé.
Por otra parte, la clonación terapéutica y cualquier tipo de investigación que promueva el desarrollo de tratamientos para salvar vidas también son aceptadas (ej. La terapia de reemplazo con células madre) y la criopreservación de embriones está permitida, pero aquellos que ya no se vayan a usar deben ser destruidos pasivamente (por ejemplo, mediante descongelación).
La selección del sexo del embrión se puede realizar cuando las parejas tienen cuatro o más hijos del mismo sexo y en otras indicaciones religiosas concretas.